# 남동우
남동우(한국 한자: 南東佑, 1990년 3월 22일 ~ )는 대한민국의 전 축구 선수이며, 포지션은 수비수였다.